# Clivina heterogena
Clivina heterogena es una especie de escarabajo del género Clivina, familia Carabidae. Fue descrita científicamente por Putzeys en 1866.
Habita en Australia y Nueva Zelanda.